# Ћир Моша Абеншаам (приповетка)
Ћир Моша Абеншаам је мање позната приповетка српског књижевника Стевана Сремца са тематиком из нишког живота с краја 19. века и са већ познатим нишким идиомом који је одлика говора јунака и ове приповетке. У приповеци лик и карактер шкртог и штедљивог нишког трговца Јеврејина Ћир Моше Абеншаама Сремац обликује кроз излагање шаљивим ситуацијама у којима су разоткривене ситне јунакове подвале и закидања конобара, на основу којих му је ограничена дугогодишња „повластица“ у нишкој кафани „Касина”, по којој је имао право да као добар комшија, чији се стари дућан налазио одмах до модерне пивнице, може у пола цене свакодневно пити кафу. Кроз занимљиве и необичне ситуације главног јунака приповетке, Сремац је на упечатљив начин — уметнички преобликовао стварног Нишлију из последњих деценија 19. века у књижевног протагонисту (кога Сремац као јунака помиње и у Зони Замфировој), и на тај начин као какав хроничар свога доба предочава будућим поколоњима убрзану урбанизацију Ниша и прерастање некадашње оријенталне паланаке у модерни град.

## О аутору
Стеван Сремац, који је рођен у Сенти у Бачкој, студирао је у Београду, где је завршио Историјско-филолошки одсек на Великој школи. Временом је живећи у Београду, Нишу, Пироту и другим српским градовима сазревао као професор и књижевник и тако постао један је од најзначајнијих и најчитанијих српских реалистичких писаца.

Стицајем околности Сремац ће свој живот и креативне моћи највише посветити граду Нишу који је упознао као добровољац у српско-турским ратовима од 1876. до 1878. године. Наиме Сремчев први сусрет са градом Нишом био је драматичан и замало фаталан. Када је у току 1876. прекинуо студије укључио се ка учесник добровољац у Српско-турском рату 1876–1877. године, у чувеној „Ђачкој батерији”, коју је предводио песник Милан Кујунџић Абердар. Према запису Сретена Пашића, 
Сремац се на Савиндан 1877. године замало није смрзнуо надомак Ниша, док је његова јединица по сњежној мећави улазила у овај град из алексиначког правца. Изнемоглог Сремца спасио је војник Михаило Церовић, тако што је присилно зауставио коњску запрегу, која је случајно наишла друмом, послије чега су га другови смјестили у кола и тиме га спасили од сигурне смрти. 
Као професор нишке гимназије, оснивач прва читаоница за грађане и позоришта, у новоослобођеном крају старе Србије Сремац је заволео патријархални живот у Нишу. У њему и о њему ће касније написати скоро сва своја вреднија литерарна дела. Овај град ће постати и остати Сремчева трајна књижевничка инспирација. А у том постосманлијском Нишу, тек изашлом из културне и економске беде, Стеван Сремац је помно пратио и – бележио.
Бележница је често била у његовој руци, не само у школи и на часовима и после њих већ у веселом друштву кафана „Маргер”, „Босна”, „Еснаф” и других. Хтео је да сачува од заборава весело „живување” старих Нишлија, тај „примитиван али срдачан и раздраган свет”. „Ивкову славу” ће и завршити речима „Моје је било да споменем... 
Колику је популарност Стевану Сремцу као писцу донело то сликање људи и живота старога Ниша, у време када су се појављивала његова дела „Ивкова слава”, „Зона Замфирова”, „Ибиш-ага” и друга, а и знатно потом, сведочи овај суд критичара Јована Скерлића:
„Када би широка књижевна публика наша имала у једном плебисциту да каже кога сматра за највећег српског приповедача и чије књиге су њено најдраже штиво, несумњиво је да би највећи број гласова добио Стеван Сремац. 

## Радња приповетке

### Експозициони део
У експозиционом делу приповетке прво су разоткривена сва битна својств ооштег изглеа и менталитета главног јунака — ћир Моше Абеншааме — кроз комичне приче из његовог живота, опис комичног облачења и наравно његово цицијашење.
Комичне епизоде из живота главног јунака
Карактеристичне комичне епизоде главног јунака су о томе како су се Турци шалили с њим док је пре ослобођења био члан Меџлиса, како га је због браде и необичне физиономије комшијски јарац држао за сродника, те како се некакав луди Мемет редовно приликом сусрета с ћир-Мошом хватао руком за браду и „вречао јарећим гласом“. Један умјетник који је сликао иконостас нове нишке цркве угледао се баш на његову физиономију при изради Јеврејина у приказу слике Христоса пред Пилатом.
Комично облачење главног јунака
Као посебан део у приповеци, издвојено је комично обелачење ћир-Мошино, у „карирано и демодирано празнично одело, по којем је био јединствен у целом Нишу, а било је сачињено од неподериве дебеле венецијанске чохе од које су се некад тапацирали сицеви на кочијама. За тако упарађеног јунака Сремац тврди да је надмашио и најоригиналнијег и најексцентричнијег Енглеза.”
Цицијашење главног јунака
Јунакова цицијашка нарав и трговачке невоље с властима проистекле из претеране шкртости послужиле су писцу и за илустровање градске атмосфере у новоме (постурском) Нишу, те различитих прослава, депутација, манифестација, прокламација и мобилизација, које су по јунаковом мњењу биле препрека за трговање и добру зараду.

### Наративни заплет
Средишњи мотив комичног обликовања јунаковог карактера представља казивање о „повластицама“ које је успио да очува у кафани Касина, чак и онда кад је модернизована и кад су Срби загосподарили Нишом 1878. године. Из различитих углова приказан је јунак приче, међу којима је нарочито карактеристично приказивање омиљених ћир-Мошиних медитација о комшијским односима, затим кроз епизоду у којој је укључен у причу нови „целкелнер“ Наум, те кроз апострофирање гостију „муфташа“, међу којима је нарочито издвојен Јевта Цивил, као прва „жртва“ педантног и лукавог Наума.
У овом делу приће посебно је издвојен и преувеличан значај који је за главнога јунака имала „повластица“ (право да пије кафу у пола цене у наведеној кафани). Овај опис је, ефикасно припремљен и искоришћен за каснији комични преокрет, проистекао из разоткривања злоупотребе. Наиме ћир-Моша се досетио па је почео да лажно приказује број попијених кафа, а половину новца који су други гости остављали на столу поред попијеног пића узимао је за себе користећи се немарношћу и непажњом конобара.

### Епилог
Разоткривање и одузимање, а потом и ограничавање јунаковог права на кафанску повластицу, остварено је у епилогу приказа кроз комичну дијалошку ситуацију у којој учествују ћир-Моша и Наум.
У епилогу приповетке приказан је и карикиран повратак повластице, али „с кобилицом“, тј. „максуз-филџаном“, у којем је надаље искључиво служена кафа староме шкртици и преваранту — ћир Моши Абеншааму.

## Језика приповетке
Посебну димензију овог Сремчеве дела и уједно уметничке слике града Ниша, представља индивидуални говор јунака, који је оболежен дијалекатским и локалним особинама језика, специфичним урбаним сленгом, као и билингвистичким карактеристикама које красе говор странаца када дођу у нову средину и започну да уче њен језик.
Језик дијалога ове приповетке често је онакав каквим га описују проучаваоци говора ових крајева. У неким елементима, међутим, то је оригиналан идиом забележен једино у Сремчевом делу. Тако у елементе који карактеришу говоре овога краја спадају: очувани полугласник (оп'нци, к'смет), очувано л на крају речи или слога или његова нестандардна супституција: жал, болна; наредија, купија; доследна екавска замена јата у одричном облику глагола јесам (неси, неје); бројне супституције вокала (ете, берем, лошо); бројне редукције вокала (кол'ко, тол'ко, истин'); бројне партикуле (доклен, овој, оној), аналитичка деклинација (Из Ниш, по бели свет, без крај, до Ристовац, сас мираз), аналитичка компарација (полепо, побоље, поубаво, најпрво), губљење инфинитива (ће си путујем, ћесе населим, саг ће друге да стизају, од куде ћу паре да нађем) и друге.